# 和久井優
和久井 優（わくい ゆう、1995年〈平成7年〉1月24日 - ）は、日本の声優、女優。栃木県出身。mitt management所属。

## 経歴
一番小さい頃から習っていたのはクラシックバレエで、その後に書道とピアノ、中学時代はフルートをしていた。学校が終わったら習い事という日々で、友人と遊ぶ時間はあまりなかったが、色々と学べるのが楽しかった。中学時代は部活に入部するつもりはなかったが、入学の歓迎会で吹奏楽部の上級生の方たちが演奏している姿を見ていたところ「入りたい！」と思い、体験入部に行き、フルートに出会った。興味があることに対しては、そうかもしれず、大勢で合奏するときの気持ち良さは2024年時点でもよく覚えているという。『パイレーツ・オブ・カリビアン』や『ハリー・ポッター』のような映画の壮大な曲を演奏していたところ、物語の中に入り込んでいるような気持ちになり面白かったという。
高校時代は、漫画の影響だといい、「高校って日常の中でいろんなことが起きて忙しいだろうな」と想像していたため、帰宅部であった。漫画のように華やかな学校生活はなかったが、高校生になり初めて学校帰りに友人とお茶をしたりして、あの時にしかできない経験が楽しかったという。
明確なきっかけがあったわけではないが、前述のとおり、クラシックバレエを習っており、両親の影響で洋画をよく観ていたため、表現することへの憧れはあったような気がしていたという。
高校3年生の時、「とにかくお芝居をしたい」と思い、芝居や舞台をやりたくて、色々な養成所や劇団を調べる中で劇団ひまわりに全日制のクラスがあることを知り、ここなら集中して芝居に取り組めると思い劇団ひまわりを選んだ。
他に気になっていた職業は勉強がそんなに嫌いではなかったため、勉強をしながら研究室で仕事ができる大学教授のような仕事もいいなと思ったといい、洋画をよく見ていた影響で翻訳家にも興味があったという。
高校3年生の冬に劇団ひまわりの養成所に入所後も、ダンスのレッスンとは別に、個人的に日本舞踊を習いに行っていた。その時に「できないことが練習した分だけできるようになっていくのは楽しかったな」と語る。
養成所に入所から最初の仕事がモデルで、その後に大河ドラマに出演していた。
高校在学中に入団して栃木から東京に通う生活でレッスンと学業を両立し、高校卒業後に全日制に進級。
アニメや声優も好きだったが自分の仕事としては意識しておらず、養成所で卒業した後のことについて悩んでいた時に偶然マネージャーから声の仕事のオーディションを紹介されたことでその道に気付き、チャレンジしたいと思い声優として活動するようになった。
テレビアニメ『アイカツ!』の 氷上スミレ役にて声優デビュー。『アイカツ!』の時はデビュー作のため、2024年時点では思い入れは強く、マイクワークなどの技術を一から教えてくれた現場で、スタッフにもキャストの皆にもお世話になったという。以降『本気!アニラブ』で単独パーソナリティを務める、テレビアニメ『三者三葉』にてユニット活動をする、など活躍の幅をマルチに広げている。
2018年9月18日、砂岡事務所に所属したことを発表。
2022年10月31日までは砂岡事務所（劇団ひまわり系列）に所属していた。フリー期間を経て、2023年1月12日、mitt managementに所属したことを自身のTwitterアカウントで発表。

## 人物
特技・資格は普通自動車免許、書道、ピアノ、フルート、クラシックバレエ。
クラシックバレエは小さい頃から習っており、芝居や舞台に興味を持つきっかけにもなった。
主に少年・少女役を演じることが多い。

## 出演
太字はメインキャラクター。

### テレビアニメ
2014年
- アイカツ!（2014年 - 2016年、氷上スミレ）

2016年
- おそ松さん（花の精）
- 三者三葉（西川葉子）
- アイカツスターズ!（2016年 - 2018年、風間かおる、丸山さくら、ニコ、宇佐美彩、氷上スミレ 他）
- NEW GAME!（2016年 - 2017年、看護師、女子、アッキー、店員） - 2シリーズ

2017年
- 武装少女マキャヴェリズム（あみっけ、手下）
- 異世界食堂（2017年 - 2021年、ハンナ） - 2シリーズ

2018年
- Butlers〜千年百年物語〜（北園アヤメ、御国幼少期）
- アイカツフレンズ!（2018年 - 2019年、歌川うらら、シャルル シャーロット） - 2シリーズ

2019年
- ドラえもん（テレビ朝日版第2期）（天人）
- 川柳少女（女子A、子供、店員、携帯ショップ店員）
- カードファイト!! ヴァンガード（女性客）
- アイカツオンパレード!（2019年 - 2020年、氷上スミレ、シャルル シャーロット）

2020年
- 恋する小惑星（女子）
- A3!（通行人）
- 神達に拾われた男（2020年 - 2023年、メイリーン） - 2シリーズ

2021年
- アイカツプラネット!（モダンオーデパルファム）
- うらみちお兄さん（子供、大学生）

2023年
- 大雪海のカイナ（スゥロ）
- トモちゃんは女の子!（花尾先生）
- おとなりに銀河（五色しおり）

2024年
- ラグナクリムゾン（ラクーシャ姫）
- リンカイ!（立川麗夢）
- デリコズ・ナーサリー（ルチア・ロルカ）
- 最凶の支援職【話術士】である俺は世界最強クランを従える（少年ノエル）
- アイドルマスター シャイニーカラーズ 2nd season（浅倉透）

2025年
- Sランクモンスターの《ベヒーモス》だけど、猫と間違われてエルフ娘の騎士として暮らしてます（フェリ）
- アラフォー男の異世界通販（アイリス）
- CITY THE ANIMATION（泉りこ、伊吹、ソロバン）

### 劇場アニメ
- アイカツ！シリーズ（2014年 - 2025年、氷上スミレ） - 5作品[一覧 5]
- 大雪海のカイナ ほしのけんじゃ（2023年、スゥロ）

### ゲーム
2014年
- アイカツ！ シリーズ（2014年 - 2016年、氷上スミレ） - 4作品

2016年
- パズルオブエンパイア（源義経、ペリクレス）
- 嫁コレ（西川葉子）

2017年
- クイズRPG 魔法使いと黒猫のウィズ（マイア・スティルマ）

2018年
- ときめきアイドル（田中フランチェスカ）
- スーパーロボット大戦X-Ω（氷上スミレ）

2019年
- きららファンタジア（西川葉子）
- ドラえもん のび太の牧場物語（セルーナ、キイロン）

2020年
- アイドルマスター シャイニーカラーズ（2020年 - 2024年、浅倉透）

2022年
- アイドルマスター ポップリンクス（浅倉透）

2023年
- 白猫プロジェクト（シェヲル）
- アイドルマスター シャイニーカラーズ Song for Prism（2023年 - 2024年、浅倉透）

2024年
- アークナイツ（ヴァンデラ）
- エバーテイル（乙姫）
- エバーソウル（シハ）
- アーキエイジ ウォー（アスティ・ディアヌス）
- リバース:1999（マーカス）
- Tower of Fantasy（幻塔）（メリル・アムド）
- さくらいろテトラプリズム（桐咲春花）
- OCTOPATH TRAVELER 大陸の覇者（ミディヤ）
- 雀魂（浅倉透）

2025年
- PROJECT TACHYON（オリヴィア）
- アズールレーン（ボア・ベロー）

### ドラマCD
2016年
- アイカツ！ミュージックアワード 録り下ろしオリジナルドラマCD（氷上スミレ）

2017年
- アイカツ! 〜ねらわれた魔法のアイカツ!カード〜 オリジナルドラマCD（氷上スミレ）

2018年
- TVアニメ/データカードダス『アイカツ!』&『アイカツスターズ!』スペシャルドラマCD（氷上スミレ）

### ASMR
- 村紗水蜜のヒミツのおしかけボイス（2022年、村紗水蜜[42]）
  - 村紗水蜜のドキドキご奉仕ディスク（2023年、村紗水蜜[43]）

### 吹き替え
- HAWAII FIVE-0 S6 #5（2016年）
- シカゴ・メッド S6 #7（2017年）
- ノー・トレース（2022年、マリーン/ジェニファー）
- ボトムス〜最低で最強？な私たち〜（2023年、イザベル）
- 俺らのマブダチ リッキー・スタニッキー（2024年、スーザン）
- キラキラ キャッチ!ティニピン（2024年、ヒメピン[44]）

### ラジオ
※はインターネット配信。
- 和久井優の本気!アニラブ（2015年 - 2016年、超!A&G+※）[45]
- アイドルマスター シャイニーカラーズ はばたきラジオステーション（2020年 - 、ASOBI CHANNEL※） - 週替わりパーソナリティ
- 和久井優のチョコくまパンダ（2022年、栃木放送・ニコニコチャンネル※）

### ナレーション
- NNNドキュメント 「さようなら、トー横～消えた若者たちの”その後”～」（2025年5月26日、日本テレビ）[46]

### テレビ番組
※はインターネット配信。
- 三者三葉♣活動（2016年、ニコニコ生放送※）
- Rの法則（2016年、NHK Eテレ） - ジュリエットの声
- 和久井優と土屋李央の「放課後が終わらない！」（2020年 - 、ニコニコ生放送※）[47]
- 丸岡和佳奈のごめんあそばせ和久井さん（2023年9月27日 -  11月8日、ニコニコ生放送、YouTube Live※）[48]ゲストパーソナリティ ※全4回配信
- 和久井優の今夜もおばんです（2024年 - 、OPENREC.tv※）[49]

### CM
- 日清食品 カップヌードルHUNGRY DAYS『サザエさん篇』（2017年、磯野サザエ[50]）

### 舞台
- 橋本陽子エコールドゥバレエ創立記念 東京・宇都宮合同公演（2002年8月25日、栃木県総合文化センター メインホール）[51]
- 橋本陽子エコールドゥバレエ クリスマスチャリティー公演2003 くるみ割り人形 全幕（2003年12月23日、栃木県総合文化センター メインホール）[52]
- 橋本陽子エコールドゥバレエ 2004 宇都宮スタジオ発表会（2004年7月19日、栃木県教育会館 大ホール）[53]
- 橋本陽子エコールドゥバレエ クリスマスチャリティー公演2004 くるみ割り人形 全幕（2004年12月23日、栃木県総合文化センター メインホール） - 中国の踊り、ねずみ達 役[54][55]
- 橋本陽子エコールドゥバレエ クリスマスチャリティー公演2005 くるみ割り人形 全幕（2005年12月23日、栃木県総合文化センター メインホール）[56]
- 橋本陽子エコールドゥバレエ クリスマスチャリティー公演2006 くるみ割り人形 全幕（2006年12月23日、栃木県総合文化センター メインホール） - 兵隊達、チョコレートの精（スペインの踊り） 役[57][58]
- 橋本陽子エコールドゥバレエ 創立記念公演（2007年7月8日、栃木県総合文化センター メインホール）[59]
- 橋本陽子エコールドゥバレエ 第10回記念 クリスマスチャリティー公演2007 くるみ割り人形 全幕（2007年12月23日、栃木県総合文化センター メインホール）[60]
- 橋本陽子エコールドゥバレエ クリスマスチャリティー公演2008 くるみ割り人形 全幕（2008年12月23日、栃木県総合文化センター メインホール）[61]
- Otona Project 第十八弾 演劇ユニット【爆走おとな小学生】第五回特別授業『あたしをくらえ。』（2018年10月11日 - 10月15日、新宿村LIVE）- イワコデジマ恨美 役（準主演）[62]
- オンディーヌ（2022年12月23日 - 12月25日 愛知・ウインクあいち（愛知県産業労働センター）大ホール、2023年1月6日 - 1月11日 東京芸術劇場 シアターウエスト） - ベルタ 役[63]
- Voicecore Reading Poetrium『花 羽 音』（2023年2月17日 - 19日 / 2024年6月21 - 22日、東京カルチャーカルチャー）[64][65]
- 麗和落語～二〇二三春の陣～第二陣「かくかくしかじか」「零」（2023年4月21日 - 22日、武蔵野芸能劇場小劇場）[66]
- Otona Project 第四十六弾 演劇ユニット【爆走おとな小学生】第十九回全校集会『宇宙家族ヤマダさん 〜Super saiyAの逆襲〜』（2023年5月31日 - 6月4日、こくみん共済 coop ホール／スペース・ゼロ）- ナツキちゃん 役[67][68]
- TOKYO COL-CUL COMEDY 〜YELLOW＆BLACK〜（2023年12月14日 - 12月17日、東京カルチャーカルチャー）[69]
- TOKYO COL-CUL COMEDY〜RED〜（2024年5月17日 - 19日、東京カルチャーカルチャー）[70]
- LIAR GAME murder mystery『爆発廃工場 〜犯人の挑戦状〜』『首切りホテル 〜最後の夜宴〜』（2024年6月13日、飛行船シアター）[71]
- ～Fallait pas le dire～『それを言っちゃお終い』Ⅸ. ～ドラマ・リーディング～（2024年11月21日、六本木トリコロールシアター）[72]
- TOKYO COL-CUL COMEDY ～GOLD～（2025年1月10日 - 1月11日、東京カルチャーカルチャー）[73]

### 朗読劇
- IKKEI YAMAMOTO 幻想文学の世界 第一夜（2022年11月15日、ムーブ町屋 ムーブホール）[74]
- 【日永の麗庭にて、綴る。】 -Urara Hinaga Produce Vol.1- 朗読劇『ネガイバナ』（2022年11月15日 - 11月20日、BOX in BOX THEATER）- ヨシノ 役[75]
- 朗読劇『シアター』（2023年9月20日 - 9月24日、BOX in BOX THEATER）- 早川祥子 役[76]
- アメツチ怪談 番町皿屋敷（2023年10月7日 - 10月9日 渋谷区伝承ホール）- お菊／眞弓 役[77]
- ボイスト４ ～kIllIng mE 1st Voice『殺しの符牒は41564』～  (2023年12月3日、ところざわサクラタウン ホールB) - 万城目穂紬 役[78]
- 朗読劇『マグロ釣ってきます。たくあん買っておいてください』（2024年1月24日 - 1月28日、参宮橋トランスミッション）- 三好悠香 役[79]
- ボイスト6 ～Peek a Boo first voice「声と拳で頂点へ」～  (2024年2月18日、恵比寿・エコー劇場) - 万城目穂紬 役[80]
- リーディングステージ『東京クロノス 渋谷隔絶』（2024年3月30日・31日、渋谷区文化総合センター大和田 伝承ホール） - 雨白雪 役[81]
- ボイスト10 ～Voice & Stories 予選Bブロック『Peek a Boo! vs.UNDERCΦDE』～  (2024年6月9日、恵比寿・エコー劇場) - 万城目穂紬 役[82]
- ボイスト1周年記念　交流戦～ダンデライオン VS Peek a Boo!「９回裏ツーアウト満塁、バッターはShow! hey!」～  (2024年9月15日、高田馬場 ESPホール) - 万城目穂紬 役[83]
- 江戸川乱歩朗読劇『幻調乱歩大系』（2025年3月6日 - 9日、草月ホール）[84]
- Voice & Stories ボイスト 本戦前夜祭 〜君に伝えたいことがある〜 私たちの決意表明！  (2025年6月1日、シアター代官山) - 万城目穂紬 役[85]
- 朗読劇舞台『永久保貴一の極めて怖い話 2025』（2025年7月20日、浅草花劇場）[86]
- 幻調乱歩4 夜明けに怯える怪機城（2025年8月30日〈予定〉、イイノホール）[87]

### 映像商品
- 「THE IDOLM@STER SHINY COLORS MUSIC DAWN」Blu-ray（2021年）[88]
- 「THE IDOLM@STER SHINY COLORS 2ndLIVE STEP INTO THE SUNSET SKY」Blu-ray（2021年）[89]
- 「THE IDOLM@STER SHINY COLORS 3rdLIVE TOUR PIECE ON PLANET / NAGOYA / TOKYO / FUKUOKA」Blu-ray（2022年）[90]  [91]  [92]
- 「THE IDOLM@STER SHINY COLORS 4thLIVE 空は澄み、今を越えて。」Blu-ray（2022年）[93]
- バンダイナムコエンターテインメントフェスティバル 2nd 2days LIVE Blu-ray（2023年）[94]
- THE IDOLM@STER M@STERS OF IDOL WORLD!!!!! 2023 Blu-ray PERFECT BOX!!!!!（2023年）[95]
- 「THE IDOLM@STER SHINY COLORS 5thLIVE If I_wings.」Blu-ray（2023年）[96]
- 283PRODUCTION SOLO PERFORMANCE LIVE「我儘なまま」Blu-ray（2024年）[97]
- THE IDOLM@STER SHINY COLORS 5.5th Anniversary LIVE「星が見上げた空」Blu-ray（2024年）[98]
- 「異次元フェス アイドルマスター★♥ラブライブ！歌合戦」Blu-ray（2024年）[99]

### その他コンテンツ
- LINEスタンプ『アイドルマスター シャイニーカラーズ ギミー編』（2020年、浅倉透）

## ディスコグラフィ

### キャラクターソング
| 発売日   | 商品名                                                                               | 歌                                       | 楽曲 | 備考                                                                     |
| 2016年   | 2016年                                                                               | 2016年                                   | 2016年 | 2016年                                                                   |
| -------- | ------------------------------------------------------------------------------------ | ---------------------------------------- | --- | ------------------------------------------------------------------------ |
| 4月20日  | クローバー♣かくめーしょん                                                            | とりぷる♣ふぃーりんぐ                    | 「クローバー♣かくめーしょん」 | テレビアニメ『三者三葉』オープニングテーマ                               |
| 4月20日  | クローバー♣かくめーしょん                                                            | とりぷる♣ふぃーりんぐ                    | 「スクールはいたっち」 | テレビアニメ『三者三葉』挿入歌                                           |
| 4月20日  | ぐーちょきパレード                                                                   | とりぷる♣ふぃーりんぐ                    | 「ぐーちょきパレード」 | テレビアニメ『三者三葉』エンディングテーマ                               |
| 4月20日  | ぐーちょきパレード                                                                   | とりぷる♣ふぃーりんぐ                    | 「ぱじゃまParty」 | テレビアニメ『三者三葉』関連曲                                           |
| 5月18日  | 「三者三葉」キャラクターソング Vol.1                                                 | 西川葉子（和久井優）、薗部篠（桃河りか） | 「ラズベリー畑でつかまえて」 | テレビアニメ『三者三葉』関連曲                                           |
| 5月18日  | 「三者三葉」キャラクターソング Vol.1                                                 | 西川葉子（和久井優）                     | 「マヨってTo Heart!」 | テレビアニメ『三者三葉』関連曲                                           |
| 2018年   |                                                                                      |                                          | |                                                                          |
| 1月17日  | DREAMING-ING!!                                                                       | ときめきアイドル project                 | 「DREAMING-ING!!」 「トキメキ☆ミライ」 | ゲーム『ときめきアイドル』関連曲                                         |
| 1月17日  | DREAMING-ING!!                                                                       | 田中フランチェスカ（和久井優）           | 「DREAMING-ING!!」 | ゲーム『ときめきアイドル』関連曲                                         |
| 7月11日  | カン違いSummer Days                                                                  | ときめきアイドル project                 | 「カン違いSummer Days」 | ゲーム『ときめきアイドル』関連曲                                         |
| 2020年   |                                                                                      |                                          | |                                                                          |
| 4月8日   | THE IDOLM@STER SHINY COLORS GR@DATE WING 01                                          | シャイニーカラーズ                       | 「シャイノグラフィ」 「Dye the sky.」 | ゲーム『アイドルマスター シャイニーカラーズ』関連曲                      |
| 9月16日  | THE IDOLM@STER SHINY COLORS GR@DATE WING 07                                          | ノクチル                                 | 「いつだって僕らは」 「あの花のように」 「シャイノグラフィ」 | ゲーム『アイドルマスター シャイニーカラーズ』関連曲                      |
| 2021年   |                                                                                      |                                          | |                                                                          |
| 3月10日  | THE IDOLM@STER SHINY COLORS COLORFUL FE@THERS -Sol-                                  | 浅倉透（和久井優）                       | 「statice」 | ゲーム『アイドルマスター シャイニーカラーズ』関連曲                      |
| 3月10日  | THE IDOLM@STER SHINY COLORS COLORFUL FE@THERS -Sol-                                  | Team.Sol                                 | 「SOLAR WAY」 | ゲーム『アイドルマスター シャイニーカラーズ』関連曲                      |
| 4月14日  | THE IDOLM@STER SHINY COLORS L@YERED WING 01                                          | シャイニーカラーズ                       | 「Resonance⁺」 「Color Days」 | ゲーム『アイドルマスター シャイニーカラーズ』関連曲                      |
| 4月24日  | THE IDOLM@STER SHINY COLORS SOLO COLLECTION -3rdLIVE TOUR PIECE ON PLANET / TOKYO-   | 浅倉透（和久井優）                       | 「いつだって僕らは」 | ゲーム『アイドルマスター シャイニーカラーズ』関連曲                      |
| 5月29日  | THE IDOLM@STER SHINY COLORS SOLO COLLECTION -3rdLIVE TOUR PIECE ON PLANET / FUKUOKA- | 浅倉透（和久井優）                       | 「あの花のように」 | ゲーム『アイドルマスター シャイニーカラーズ』関連曲                      |
| 8月4日   | VOY@GER                                                                              | THE IDOLM@STER FIVE STARS!!!             | 「VOY@GER」 | 「アイドルマスターシリーズ」イメージソング                               |
| 8月4日   | VOY@GER シャイニーカラーズ盤                                                         | シャイニーカラーズ                       | 「VOY@GER」 | 「アイドルマスターシリーズ」イメージソング                               |
| 8月4日   | VOY@GER シャイニーカラーズ盤                                                         | 浅倉透（和久井優）                       | 「VOY@GER」 | 「アイドルマスターシリーズ」イメージソング                               |
| 10月13日 | THE IDOLM@STER SHINY COLORS L@YERED WING 07                                          | ノクチル                                 | 「僕らだけの未来の空」 「今しかない瞬間を」 「Resonance⁺」 | ゲーム『アイドルマスター シャイニーカラーズ』関連曲                      |
| 2022年   |                                                                                      |                                          | |                                                                          |
| 2月14日  | THE IDOLM@STER SHINY COLORS SOLO COLLECTION -L@YERED WING part 1-                    | 浅倉透（和久井優）                       | 「僕らだけの未来の空」 | ゲーム『アイドルマスター シャイニーカラーズ』関連曲                      |
| 2月14日  | THE IDOLM@STER SHINY COLORS SOLO COLLECTION -L@YERED WING part 2-                    | 浅倉透（和久井優）                       | 「今しかない瞬間を」 | ゲーム『アイドルマスター シャイニーカラーズ』関連曲                      |
| 4月13日  | THE IDOLM@STER SHINY COLORS PANOR@MA WING 01                                         | シャイニーカラーズ                       | 「虹の行方」 「Daybreak Age」 | ゲーム『アイドルマスター シャイニーカラーズ』関連曲                      |
| 4月23日  | THE IDOLM@STER SHINY COLORS Synthe-Side 02                                           | 放課後クライマックスガールズ、ノクチル   | 「相合学舎」 | ゲーム『アイドルマスター シャイニーカラーズ』関連曲                      |
| 4月23日  | THE IDOLM@STER SHINY COLORS Synthe-Side 02                                           | 浅倉透（和久井優）                       | 「相合学舎」 | ゲーム『アイドルマスター シャイニーカラーズ』関連曲                      |
| 10月12日 | THE IDOLM@STER SHINY COLORS PANOR@MA WING 07                                         | ノクチル                                 | 「Catch the Breeze」 「アスファルトを鳴らして」 「虹の行方」 | ゲーム『アイドルマスター シャイニーカラーズ』関連曲                      |
| 2023年   |                                                                                      |                                          | |                                                                          |
| 1月18日  | THE IDOLM@STER SHINY COLORS WING COLLECTION -A side-                                 | シャイニーカラーズ                       | 「Spread the Wings!! -25 colors-」 「Ambitious Eve -25 colors-」 「シャイノグラフィ -25 colors-」 「Resonance⁺ -25 colors-」 「SNOW FLAKES MEMORIES -25 colors-」 「FUTURITY SMILE -25 colors-」 | ゲーム『アイドルマスター シャイニーカラーズ』関連曲                      |
| 2月8日   | THE IDOLM@STER SHINY COLORS WING COLLECTION -B side-                                 | シャイニーカラーズ                       | 「Multicolored Sky -25 colors-」 「いつか Shiny Days -25 colors-」 「Dye the sky. -25 colors-」 「Color Days -25 colors-」 「Let's get a chance -25 colors-」 「SWEET♡STEP -25 colors-」         | ゲーム『アイドルマスター シャイニーカラーズ』関連曲                      |
| 2月11日  | THE IDOLM@STER SHINY COLORS SOLO COLLECTION -M@STERS OF IDOL WORLD!!!!! 2023-        | 浅倉透（和久井優）                       | 「Let’s get a chance」 | ゲーム『アイドルマスター シャイニーカラーズ』関連曲                      |
| 3月18日  | THE IDOLM@STER SHINY COLORS SOLO COLLECTION -5thLIVE If I_wings. part1-              | 浅倉透（和久井優）                       | 「Catch the Breeze」 | ゲーム『アイドルマスター シャイニーカラーズ』関連曲                      |
| 3月18日  | THE IDOLM@STER SHINY COLORS SOLO COLLECTION -5thLIVE If I_wings. part2-              | 浅倉透（和久井優）                       | 「アスファルトを鳴らして」 | ゲーム『アイドルマスター シャイニーカラーズ』関連曲                      |
| 7月22日  | THE IDOLM@STER SHINY COLORS SOLO COLLECTION -SOLO PERFORMANCE LIVE 我儘なまま Sol-   | 浅倉透（和久井優）                       | 「SOLAR WAY」 | ゲーム『アイドルマスター シャイニーカラーズ』関連曲                      |
| 9月13日  | THE IDOLM@STER SHINY COLORS “CANVAS” 06                                              | ノクチル                                 | 「Reflection」 「夢が夢じゃなくなるその日まで」 「青とオレンジ」 | ゲーム『アイドルマスター シャイニーカラーズ』関連曲                      |
| 10月18日 | THE IDOLM@STER SHINY COLORS Song for Prism 星の声                                    | シャイニーカラーズ                       | 「星の声」 | ゲーム『アイドルマスター シャイニーカラーズ Song for Prism』テーマソング |
| 2024年   |                                                                                      |                                          | |                                                                          |
| 3月2日   | THE IDOLM@STER SHINY COLORS SOLO COLLECTION -6thLIVE TOUR Come and Unite! part1-     | 浅倉透（和久井優）                       | 「Reflection」 | ゲーム『アイドルマスター シャイニーカラーズ』関連曲                      |
| 3月2日   | THE IDOLM@STER SHINY COLORS SOLO COLLECTION -6thLIVE TOUR Come and Unite! part2-     | 浅倉透（和久井優）                       | 「夢が夢じゃなくなるその日まで」 | ゲーム『アイドルマスター シャイニーカラーズ』関連曲                      |
| 3月2日   | THE IDOLM@STER SHINY COLORS SOLO COLLECTION -6thLIVE TOUR Come and Unite! part3-     | 浅倉透（和久井優）                       | 「青とオレンジ」 | ゲーム『アイドルマスター シャイニーカラーズ』関連曲                      |
| 4月3日   | THE IDOLM@STER SHINY COLORS Song for Prism ハナムケのハナタバ / 青空                 | ノクチル                                 | 「青空」 | ゲーム『アイドルマスター シャイニーカラーズ Song for Prism』関連曲       |
| 7月27日  | THE IDOLM@STER SHINY COLORS LIVE FUN!! -Beyond the Blue sky part2-                   | 浅倉透（和久井優）                       | 「SNOW FLAKES MEMORIES」 | ゲーム『アイドルマスター シャイニーカラーズ』関連曲                      |
| 10月9日  | THE IDOLM@STER SHINY COLORS ECHOES 06                                                | ノクチル                                 | 「いつかのキミへ」 「365日のストーリー」 「Migratory Echoes（ノクチルVer.）」 | ゲーム『アイドルマスター シャイニーカラーズ』関連曲                      |
| 11月27日 | THE IDOLM@STER SHINY COLORS Song for Prism Heads or Tails？ / グッバイ               | ノクチル                                 | 「グッバイ」 | ゲーム『アイドルマスター シャイニーカラーズ Song for Prism』関連曲       |
| 12月25日 | THE IDOLM@STER SHINY COLORS Over the prism                                           | ノクチル                                 | 「未来へのSign」 「プリズムフレア」 | テレビアニメ『アイドルマスター シャイニーカラーズ 2nd season』関連曲     |
| 12月25日 | THE IDOLM@STER SHINY COLORS Over the prism                                           | シャイニーカラーズ                       | 「プリズムフレア -23 colors-」 | テレビアニメ『アイドルマスター シャイニーカラーズ 2nd season』関連曲     |

### その他参加作品
| 発売日        | 商品名                                           | 歌                                                 | 楽曲                       | 備考                                                         |
| ------------- | ------------------------------------------------ | -------------------------------------------------- | -------------------------- | ------------------------------------------------------------ |
| 2016年1月8日  | 世界は君を待っている                             | STAY TUNES!                                        | 「世界は君を待っている」   | ラジオ『本気！アニラブ』オープニングテーマ                   |
| 2022年12月5日 | 283PRODUCTION UNIT LIVE SETSUNA BEAT ORIGINAL CD | 黒木ほの香、白石晴香、岡咲美保、前川涼子、和久井優 | 「OH MY GOD」              | ライブイベント『283PRODUCTION UNIT LIVE SETSUNA BEAT』関連曲 |
| 2022年12月5日 | 283PRODUCTION UNIT LIVE SETSUNA BEAT ORIGINAL CD | 和久井優、土屋李央、田嶌紗蘭、岡咲美保             | 「夢咲きAfter school」     | ライブイベント『283PRODUCTION UNIT LIVE SETSUNA BEAT』関連曲 |
| 2022年12月5日 | 283PRODUCTION UNIT LIVE SETSUNA BEAT ORIGINAL CD | 土屋李央、和久井優、永井真里子、涼本あきほ         | 「Wandering Dream Chaser」 | ライブイベント『283PRODUCTION UNIT LIVE SETSUNA BEAT』関連曲 |

### シリーズ一覧
1. ↑  第1期（2016年）、第2期『NEW GAME!!』（2017年）
2. ↑  第1期（2017年）、第2期『2』（2021年）
3. ↑  第1期（2018年）、第2期『〜かがやきのジュエル〜』（2019年）
4. ↑  第1期（2020年）、第2期『2』（2023年）
5. ↑  『劇場版 アイカツ！』（2014年）、『ミュージックアワード』（2015年）、『ねらわれた魔法のアイカツ！カード』（2016年）、『10th STORY ～未来へのSTARWAY～』（2022年 - 2023年）、『アイカツ!×プリパラ THE MOVIE -出会いのキセキ!-』（2025年）
6. ↑  『アイカツ！』『365日のアイドルデイズ』（2014年）、『My No.1 Stage!』（2015年）、『フォトonステージ!!』（2016年）

### 初出話一覧
1. ↑  第1話初出
2. ↑  第4話初出
3. ↑  第6話初出
4. ↑  第8話初出
5. ↑  第3話初出
6. ↑  第2話初出
7. ↑  第5話初出

### ユニットメンバー
1. ↑  和久井優、金澤まい、今村彩夏
2. 1 2  結城秋葉（日岡なつみ）、月島美奈都（鈴木みのり）、田中フランチェスカ（和久井優）、川口夏海（川井田夏海）、青山つばさ（青山吉能）、真田小幸村（高木友梨香）、片桐奈々菜（稲川英里）、日比野記子（陽向さおり）、立川美翠（井上ほの花）、立川朱音（山下七海）、草壁野々香（近藤玲奈）、伊澄いずみ（藤川茜）、日毬みさき（岩倉あずさ）、三田希少（金田アキ）、朝霧春子（早瀬莉花）
3. ↑  櫻木真乃（関根瞳）、風野灯織（近藤玲奈）、八宮めぐる（峯田茉優）、月岡恋鐘（礒部花凜）、田中摩美々（菅沼千紗）、白瀬咲耶（八巻アンナ）、三峰結華（成海瑠奈）、幽谷霧子（結名美月）、小宮果穂（河野ひより）、園田智代子（白石晴香）、西城樹里（永井真里子）、杜野凛世（丸岡和佳奈）、有栖川夏葉（涼本あきほ）、大崎甘奈（黒木ほの香）、大崎甜花（前川涼子）、桑山千雪（芝崎典子）、芹沢あさひ（田中有紀）、黛冬優子（幸村恵理）、和泉愛依（北原沙弥香）、浅倉透（和久井優）、樋口円香（土屋李央）、福丸小糸（田嶌紗蘭）、市川雛菜（岡咲美保）
4. 1 2 3 4 5 6 7  浅倉透（和久井優）、樋口円香（土屋李央）、福丸小糸（田嶌紗蘭）、市川雛菜（岡咲美保）
5. ↑  八宮めぐる（峯田茉優）、白瀬咲耶（八巻アンナ）、西城樹里（永井真里子）、有栖川夏葉（涼本あきほ）、桑山千雪（芝崎典子）、黛冬優子（幸村恵理）、浅倉透（和久井優）、市川雛菜（岡咲美保）
6. ↑  櫻木真乃（関根瞳）、風野灯織（近藤玲奈）、八宮めぐる（峯田茉優）、月岡恋鐘（礒部花凜）、田中摩美々（菅沼千紗）、白瀬咲耶（八巻アンナ）、三峰結華（成海瑠奈）、幽谷霧子（結名美月）、小宮果穂（河野ひより）、園田智代子（白石晴香）、西城樹里（永井真里子）、杜野凛世（丸岡和佳奈）、有栖川夏葉（涼本あきほ）、大崎甘奈（黒木ほの香）、大崎甜花（前川涼子）、桑山千雪（芝崎典子）、芹沢あさひ（田中有紀）、黛冬優子（幸村恵理）、和泉愛依（北原沙弥香）、浅倉透（和久井優）、樋口円香（土屋李央）、福丸小糸（田嶌紗蘭）、市川雛菜（岡咲美保）、七草にちか（紫月杏朱彩）、緋田美琴（山根綺）
7. ↑  天海春香（中村繪里子）、菊地真（平田宏美）、四条貴音（原由実）、塩見周子（ルゥティン）、新田美波（洲崎綾）、久川颯（長江里加）、高坂海美（上田麗奈）、白石紬（南早紀）、望月杏奈（夏川椎菜）、鷹城恭二（梅原裕一郎）、黒野玄武（深町寿成）、古論クリス（駒田航）、有栖川夏葉（涼本あきほ）、黛冬優子（幸村恵理）、浅倉透（和久井優）
8. ↑  有栖川夏葉（涼本あきほ）、黛冬優子（幸村恵理）、浅倉透（和久井優）
9. 1 2 3  櫻木真乃（関根瞳）、風野灯織（近藤玲奈）、八宮めぐる（峯田茉優）、月岡恋鐘（礒部花凜）、田中摩美々（菅沼千紗）、白瀬咲耶（八巻アンナ）、三峰結華（希水しお）、幽谷霧子（結名美月）、小宮果穂（河野ひより）、園田智代子（白石晴香）、西城樹里（永井真里子）、杜野凛世（丸岡和佳奈）、有栖川夏葉（涼本あきほ）、大崎甘奈（黒木ほの香）、大崎甜花（前川涼子）、桑山千雪（芝崎典子）、芹沢あさひ（田中有紀）、黛冬優子（幸村恵理）、和泉愛依（北原沙弥香）、浅倉透（和久井優）、樋口円香（土屋李央）、福丸小糸（田嶌紗蘭）、市川雛菜（岡咲美保）、七草にちか（紫月杏朱彩）、緋田美琴（山根綺）
10. ↑  小宮果穂（河野ひより）、園田智代子（白石晴香）、西城樹里（永井真里子）、杜野凛世（丸岡和佳奈）、有栖川夏葉（涼本あきほ）
11. ↑  櫻木真乃（関根瞳）、風野灯織（近藤玲奈）、八宮めぐる（峯田茉優）、月岡恋鐘（礒部花凜）、田中摩美々（菅沼千紗）、白瀬咲耶（八巻アンナ）、三峰結華（希水しお）、幽谷霧子（結名美月）、小宮果穂（河野ひより）、園田智代子（白石晴香）、西城樹里（永井真里子）、杜野凛世（丸岡和佳奈）、有栖川夏葉（涼本あきほ）、大崎甘奈（黒木ほの香）、大崎甜花（前川涼子）、桑山千雪（芝崎典子）、芹沢あさひ（田中有紀）、黛冬優子（幸村恵理）、和泉愛依（北原沙弥香）、浅倉透（和久井優）、樋口円香（土屋李央）、福丸小糸（田嶌紗蘭）、市川雛菜（岡咲美保）、七草にちか（紫月杏朱彩）、緋田美琴（山根綺）、斑鳩ルカ（川口莉奈）、鈴木羽那（三川華月）、郁田はるき（小澤麗那）
12. ↑  櫻木真乃（関根瞳）、風野灯織（近藤玲奈）、八宮めぐる（峯田茉優）、月岡恋鐘（礒部花凜）、田中摩美々（菅沼千紗）、白瀬咲耶（八巻アンナ）、三峰結華（希水しお）、幽谷霧子（結名美月）、小宮果穂（河野ひより）、園田智代子（白石晴香）、西城樹里（永井真里子）、杜野凛世（丸岡和佳奈）、有栖川夏葉（涼本あきほ）、大崎甘奈（黒木ほの香）、大崎甜花（前川涼子）、桑山千雪（芝崎典子）、芹沢あさひ（田中有紀）、黛冬優子（幸村恵理）、和泉愛依（北原沙弥香）、浅倉透（和久井優）、樋口円香（土屋李央）、福丸小糸（田嶌紗蘭）、市川雛菜（岡咲美保）
13. ↑  伊達朱里紗、後藤沙織、和久井優、水間友美